# Ивањица
Ивањица је градско насеље у Србији и седиште истоимене општине у Моравичком управном округу. Према попису из 2022. било је 11.240 становника.

## Географија
Ивањица је место у западној Србији. Налази се у котлини у подножју обронака Голије и Јавора, на обали реке Моравице, на 468 мнв.
Општина Ивањица се налази између 43° 34' 29'', северне географске ширине и 20° 13' 39'', источне географске дужине. Налази се у регији Западне Србије припада Моравичком округу заједно са општинама: Лучани, Горњи Милановац и Чачак. Простире се на површини од 1.090 km² и по томе је шеста по површини међу општинама и градовима у Србији. На истоку се граничи са општинама Рашког округа: Краљево, Општина Рашка и Нови Пазар; на западу са општинама Златиборског округа: Ариље, Нова Варош и Сјеница; и на северу са општином Лучани. Општина Ивањица се састоји од 48 сеоских насеља и једног градског насеља које представља општински центар.
Што се тиче саобраћајног положаја недостатак општине Ивањица је тај што је удаљена од важних саобраћајних праваца у нашој земљи, при чему се мисли на значајне путне правце коридора VII и коридора X. Од Београда ка Ивањици водe два магистрална пута. Један из Чачка а други из Ужица преко Пожеге. Са Чачком је повезана и преко Гуче, а са Краљевом преко Каоне и Студенице. Преко Сјенице и Новог Пазара излази на Ибарску магистралу, а од Сјенице преко Нове Вароши је повезана са Пријепољем и даље са Црном Гором и Јадраном. Ивањица је од Београда удаљена 224 km, од Новог Пазара 120 km, од Чачка 80 km, а од Пожеге 40 km.

## Историја
Још пре настанка града, Ивањицу и околину насељавали су Римљани, о чему сведоче остаци њихове културе. Очувана су њихова гробља, а у селу Куманица још увек постоји стари римски мост. У близини је пронађен споменик у коме се скраћеницом помиње насеље Цел...
У турско доба, територија Ивањице припадала је Сјеничкој нахији. Ту се некада налазила путна станица - хан, на путу из Сјенице и Нове Вароши за Пожегу и Чачак. Терен око хана био је сав у њивама, по чему је Ивањица и добила име.
Први помен Ивањице из 1505. године, записан је у књизи задужења у Дубровачком архиву.
Указом кнеза Милоша из 1833. године Ивањички крај је припојен Србији. Наложио је тадашњем капетану среза Сими Јаковићу да се на месту где се налазило село Прилике подигне насеље. И сам је на овом терену имао имање, па је почео да га продаје дошљацима из Сјенице и Нове Вароши. Следеће године започела је изградња града. Капетан је ту подигао среску канцеларију, па по њему један део Ивањице и данас носи назив Јаковића поље.
Године 1836, подигнута је црква у Ивањици, а са њом је и насеље почело да се шири и развија. Међутим, дест година касније 1846. избио је пожар, при чему су изгореле скоро све куће, тако да је Ивањица морала поново да се обнавља. Постоје подаци да је том приликом чак и руски цар дао помоћ за Ивањицу, у износу од 100 дуката.
Место је знатно напредовало после Првог светског рата.

## Инфраструктура
У њој се налази и једна од најстаријих хидроелектрана у Србији изграђена 1911. години. Дрвена брана, већ истрошена, страдала је у поплави фебруара 1936, до септембра је подигнута бетонска. Болница је освећена 1. маја 1938. У овој варошици је основан и најстарији фудбалски клуб Јавор. Ово мало место је данас једно перспективно туристичко место, већ годинама важи за ваздушну бању, а планина Голија на чијим се обронцима налази Ивањица проглашена је за резерват биосфере. Кроз Ивањицу пролази државни пут М21-1, а предвиђена је изградња савременог ауто-пута (Ауто-пут Пожега-Бољаре) упоредо са постојећим путем.
Дана 7. јуна 1974. у Ивањици је пуштена у рад прва земаљска сателитска станица у тадашњој Југославији, која је омогућила комуникационе везе са целим светом.

## Култура
Носиоци културног развоја у општини Ивањица су бројне институције и организације, од којих водећу улогу имају Дом културе „Ивањица“ и Библиотека „Светислав Вуловић“ са богатом традицијом од преко 140 година. Основана је 1868. године као Ивањичко читалиште. Дом културе „Ивањица“ основан је 1984. године. Пре његовог оснивања, културну делатност општине обављали су Народна библиотека и Народни универзитет у оквиру којих се налазио и сада „стари биоскоп“. Капацитети Дома културе „Ивањица“ састоје се од просторија Народне библиотеке и читаонице, галерија, 2 сале (мала, плава,150 седишта, велика 550 седишта, користи се и као биоскопска дворана), неколико учионица и осталих пратећих просторија. Укупан користан простор ове установе је 4000 m². Овде се налазе библиотека „Светислав Вуловић“, просторије „Ивањичког радија“, Канцеларије за младе општине Ивањица, Спортског савеза општине и КудеС - организатора фестивала Нушићијада.
Ивањица је домаћин неколико културно-уметничких манифестација од којих је највећа Нушићијада која се одржава крајем августа сваке године. Нушићијада је фестивал који се одржавао у Ивањици од 1968. до 1972. године у организацији ивањичког Дома културе. Био је то фестивал филмске комедије, трајао је 6 дана, одржавао се у првој недељи септембра и привлачио културни свет тадашње Југославије. Памти се, како по културним садржајима, тако по доброј атмосфери, кафани и шали, јер је то био „празник хумора и весеља”. Носи име по великом комедиографу, Браниславу Нушићу, чија је госпођа министарка своме зету, Чеди, претила изгнанством и реченицом „Виђен си за Ивањицу!”. Крај света из времена Нушићевих комада постаће неколико година центар културних збивања старе Југославије, да би онда неколико деценија чекао повратак свог фестивала у новом руху и старом сјају.
Обновљена Нушићијада се поново одржава од 2010. године коју тада посећује око 10000 посетилаца, 2011. око 30000, 2012. између 35000 и 40000 посетилаца.

## Образовање
Одмах по припајању Ивањице и Моравичког краја Србији, 1834. године отворена је школа у овом месту. Претходне године отворена је школа у Миланџи, прва у овом крају. У Ивањици раде две основне школе од укупно девет у општини. У граду се такође налазе и Гимназија и средња Техничка школа, а од скоро раде и неки истурени смерови приватних факултета као што је Туристичко-угоститељски факултет универзитета Сингидунум.
Ивањица такође има предшколску установу "Бајка" у оквиру које раде четири вртића:
- Ђурђевак (отворен 1978. године)
- Звончица (отворен 1985. године)
- Пахуљица (отворен 2013. године на Буковици)

Радови на четвртом вртићу Бамби започети су 2018. године, а објекат се налази у дворишту основне школе "Кирило Савић" у Црњеву. Пуштен је у рад у мају 2021.

## Медији
На територији општине Ивањица раде три локална електронска медија и један кабловски оператер, који својим програмима обогаћују информисаност грађана. Поред њих, грађани општине имају пријем сигнала националних телевизијских и радио станица, међутим у сеоским срединама покривеност телевизијским сигналом је прилично лоша. Градско језгро има задовољавајући пријем слике и радио сигнала, захваљујући и општини која је на неколико кота поставила ТВ репетиторе за пријем телевизијске слике.

## Познате личности
Знамените личности рођене у Ивањици:
- Стеван Р. Поповић
- Светислав Вуловић
- Владислав Савић
- Кирило Савић
- Недељко Кошанин
- Војислав Новичић
- Душан Пурић
- Драгољуб Михаиловић
- Бранислав Станојевић
- Србољуб Кривокућа
- Недељко Парезановић
- Петар Стамболић
- Иван Стамболић
- Ђорђе Милосављевић
- Светозар Боторић
- Милинко Кушић
- Бранко М. Ракић
- Вељко Танкосић
- Дамјан Поповић
- Владица Ковачевић
- Цмиљка Калушевић
- Радован Ћурчић
- Томислав Ладан
- Љубомир С. Јовановић

## Демографија
У насељу Ивањица живи 9.256 пунолетних становника, а просечна старост становништва износи 43,8 година (42,47 код мушкараца и 45,06 код жена). У насељу има 4.271 домаћинствo, а просечан број чланова по домаћинству је 2,63.
Ово насеље је великим делом насељено Србима (према попису из 2002. године).
|             | \| Демографија[16] \| Демографија[16] \| Демографија[16] \| \| Година \| Становника \| Становника \| \| --------------- \| --------------- \| --------------- \| \| 1948. \| 1.532 \| \| \| 1953. \| 1.829 \| \| \| 1961. \| 2.082 \| \| \| 1971. \| 5.507 \| \| \| 1981. \| 8.765 \| \| \| 1991. \| 11.093 \| 11.012 \| \| 2002. \| 12.350 \| 12.567 \| \| 2011. \| 11.715 \| \| \| 2022. \| 11.240 \| \| |            |
| Демографија | |            |
| Година      | Становника | Становника |
| 1948.       | 1.532 |            |
| 1953.       | 1.829 |            |
| 1961.       | 2.082 |            |
| 1971.       | 5.507 |            |
| 1981.       | 8.765 |            |
| 1991.       | 11.093 | 11.012     |
| 2002.       | 12.350 | 12.567     |
| 2011.       | 11.715 |            |
| 2022.       | 11.240 |            |

| Етнички састав према попису из 2002.‍ | Етнички састав према попису из 2002.‍ | Етнички састав према попису из 2002.‍ | Етнички састав према попису из 2002.‍ | Етнички састав према попису из 2002.‍ |
| ------------------------------------ | ------------------------------------ | ------------------------------------ | ------------------------------------ | ------------------------------------ |
|                                      |                                      |                                      |                                      |                                      |
| Срби                                 | Срби                                 |                                      | 12.226                               | 99,00%                               |
| Роми                                 | Роми                                 |                                      | 24                                   | 0,19%                                |
| Црногорци                            | Црногорци                            |                                      | 23                                   | 0,19%                                |
| Југословени                          | Југословени                          |                                      | 17                                   | 0,14%                                |
| Македонци                            | Македонци                            |                                      | 8                                    | 0,07%                                |
| Горанци                              | Горанци                              |                                      | 7                                    | 0,06%                                |
| Хрвати                               | Хрвати                               |                                      | 5                                    | 0,04%                                |
| Муслимани                            | Муслимани                            |                                      | 3                                    | 0,02%                                |
| Украјинци                            | Украјинци                            |                                      | 1                                    | 0,008%                               |
| Словенци                             | Словенци                             |                                      | 1                                    | 0,008%                               |
| Руси                                 | Руси                                 |                                      | 1                                    | 0,008%                               |
| Мађари                               | Мађари                               |                                      | 1                                    | 0,008%                               |
| Буњевци                              | Буњевци                              |                                      | 1                                    | 0,008%                               |
| остали                               | остали                               |                                      | 3                                    | 0,02%                                |
| неизјашњени                          | неизјашњени                          |                                      | 12                                   | 0,09%                                |
| непознато                            | непознато                            |                                      | 17                                   | 0,14%                                |

| \| \| м \| \| \| ж \| \| 85+ \| 54 \| \| \| 95 \| \| 80—84 \| 96 \| \| \| 152 \| \| 75—79 \| 171 \| \| \| 203 \| \| 70—74 \| 336 \| \| \| 417 \| \| 65—69 \| 420 \| \| \| 483 \| \| 60—64 \| 380 \| \| \| 448 \| \| 55—59 \| 387 \| \| \| 466 \| \| 50—54 \| 383 \| \| \| 405 \| \| 45—49 \| 410 \| \| \| 450 \| \| 40—44 \| 370 \| \| \| 345 \| \| 35—39 \| 383 \| \| \| 349 \| \| 30—34 \| 348 \| \| \| 327 \| \| 25—29 \| 305 \| \| \| 292 \| \| 20—24 \| 282 \| \| \| 271 \| \| 15—19 \| 277 \| \| \| 305 \| \| 10—14 \| 298 \| \| \| 283 \| \| 5—9 \| 290 \| \| \| 246 \| \| 0—4 \| 263 \| \| \| 250 \| \| Просек : \| 42,47 \| \| \| 45,06 \| |       |  |  |       |
| |       |  |  |       |
| | м     |  |  | ж     |
| 85+ | 54    |  |  | 95    |
| 80—84 | 96    |  |  | 152   |
| 75—79 | 171   |  |  | 203   |
| 70—74 | 336   |  |  | 417   |
| 65—69 | 420   |  |  | 483   |
| 60—64 | 380   |  |  | 448   |
| 55—59 | 387   |  |  | 466   |
| 50—54 | 383   |  |  | 405   |
| 45—49 | 410   |  |  | 450   |
| 40—44 | 370   |  |  | 345   |
| 35—39 | 383   |  |  | 349   |
| 30—34 | 348   |  |  | 327   |
| 25—29 | 305   |  |  | 292   |
| 20—24 | 282   |  |  | 271   |
| 15—19 | 277   |  |  | 305   |
| 10—14 | 298   |  |  | 283   |
| 5—9 | 290   |  |  | 246   |
| 0—4 | 263   |  |  | 250   |
| Просек : | 42,47 |  |  | 45,06 |

| Година пописа     | 1948. | 1953. | 1961. | 1971. | 1981. | 1991. | 2002. |
| ----------------- | ----- | ----- | ----- | ----- | ----- | ----- | ----- |
| Број домаћинстава | 483   | 576   | 677   | 1.796 | 2.770 | 3.270 | 3.756 |

| Број чланова      | 1   | 2   | 3   | 4     | 5   | 6   | 7  | 8  | 9 | 10 и више | Просек |
| ----------------- | --- | --- | --- | ----- | --- | --- | -- | -- | - | --------- | ------ |
| Број домаћинстава | 503 | 663 | 730 | 1.312 | 302 | 178 | 50 | 11 | 6 | 1         | 3,29   |

| Пол    | Укупно | Неожењен/Неудата | Ожењен/Удата | Удовац/Удовица | Разведен/Разведена | Непознато |
| ------ | ------ | ---------------- | ------------ | -------------- | ------------------ | --------- |
| Мушки  | 4.912  | 1.536            | 3.172        | 134            | 63                 | 7         |
| Женски | 5.173  | 1.236            | 3.208        | 565            | 156                | 8         |
| УКУПНО | 10.085 | 2.772            | 6.380        | 699            | 219                | 15        |

| Пол    | Укупно                    | Пољопривреда, лов и шумарство | Рибарство                            | Вађење руде и камена | Прерађивачка индустрија       |
| ------ | ------------------------- | ----------------------------- | ------------------------------------ | -------------------- | ----------------------------- |
| Мушки  | 2.652                     | 156                           | 2                                    | 1                    | 1.266                         |
| Женски | 2.492                     | 69                            | 1                                    | 0                    | 1.421                         |
| Укупно | 5.144                     | 225                           | 3                                    | 1                    | 2.687                         |
|        |                           |                               |                                      |                      |                               |
| Пол    | Производња и снабдевање   | Грађевинарство                | Трговина                             | Хотели и ресторани   | Саобраћај, складиштење и везе |
| Мушки  | 43                        | 200                           | 264                                  | 124                  | 221                           |
| Женски | 12                        | 33                            | 290                                  | 75                   | 62                            |
| Укупно | 55                        | 233                           | 554                                  | 199                  | 283                           |
|        |                           |                               |                                      |                      |                               |
| Пол    | Финансијско посредовање   | Некретнине                    | Државна управа и одбрана             | Образовање           | Здравствени и социјални рад   |
| Мушки  | 9                         | 21                            | 132                                  | 88                   | 66                            |
| Женски | 28                        | 15                            | 78                                   | 148                  | 223                           |
| Укупно | 37                        | 36                            | 210                                  | 236                  | 289                           |
|        |                           |                               |                                      |                      |                               |
| Пол    | Остале услужне активности | Приватна домаћинства          | Екстериторијалне организације и тела | Непознато            | Непознато                     |
| Мушки  | 40                        | 0                             | 0                                    | 19                   | 19                            |
| Женски | 28                        | 0                             | 0                                    | 9                    | 9                             |
| Укупно | 68                        | 0                             | 0                                    | 28                   | 28                            |

## Знаменитости
Водопад на реци Моравици је визуелни симбол Ивањице. Саграђен давне 1909. године за потребе пуштања у рад пете хидроцентрале у Краљевини Србији. И дан данас ради и производи струју.
Такође једна од знаменитости Ивањице је чувени стари мост, подигнут на прелазу 19. у 20. век. Елегантни лук високо надвисује Моравицу, а како легенда каже, за изградњу моста, поред камена, утрошено је и 30.000 јаја.
На уласку у стару чаршију, односно строги центар, налази се мали парк са спомеником партизанима (рад Ђорђа Андрејевића Куна), а са друге стране Чича Дражина колиба или брвнара посвећена ђенералу Драгољубу Дражи Михаиловићу и његов споменик.

## Галерија
- Водопад на реци Моравици
- Мост на Моравици
- Хидроцентрала
- Колиба чича Драже
- Споменик Револуцији